# San Damiano Macra
San Damiano Macra là một đô thị tại tỉnh Cuneo trong vùng Piedmont của Italia, vị trí cách khoảng 70 km về phía tây nam của Torino và khoảng 25 km về phía tây bắc của Cuneo. Tại thời điểm ngày 31 tháng 12 năm 2004, đô thị này có dân số 451 người và diện tích là 54,2 km².
San Damiano Macra giáp các đô thị: Cartignano, Castelmagno, Celle di Macra, Dronero, Frassino, Macra, Melle, Roccabruna và Sampeyre.